# إرفينغ جاي مور
إرفينغ جاي مور (بالإنجليزية: Irving J. Moore)‏ هو مخرج أمريكي، ولد في 7 أبريل 1919 في شيكاغو في الولايات المتحدة، وتوفي في 2 يوليو 1993 في شيرمان أوكس في الولايات المتحدة بسبب نوبة قلبية.

## وصلات خارجية
- إرفينغ جاي مور على موقع IMDb (الإنجليزية)
- إرفينغ جاي مور على موقع قاعدة بيانات الفيلم (الإنجليزية)